# Niederländischer Einfluss auf das Niederdeutsche
Niederländischer Einfluss auf das Niederdeutsche beschreibt den Sprachkontakt des aus dem Germanischen erwachsenen Niederländischen (Niederfränkischen) und Niederdeutschen (Niedersächsischen), deren Mundarten in den (nördlichen) Niederlanden ein Sprachkontinuum bilden und sich über Jahrhunderte gegenseitig sprachlich beeinflusst haben. Dabei ist der Spracheinfluss des Niederländischen auf das Niederdeutsche als bedeutsamer zu gewichten.
Die Richtung des Einflusses erfolgte (aufgrund der starken politischen Bedeutung der westlichen Sprachvarietät in den frühen Niederlanden) meistens in Gestalt eines Einflusses des Niederländischen (Niederfränkischen) auf das kaum standardisierte und heterogene Niederdeutsche (Niedersächsische), aber weniger in umgekehrter Richtung.

## Abgrenzung Niederländisch und Niederdeutsch
In der altsächsischen und altniederfränkischen Zeit ist es schwierig, diese beiden Sprachen voneinander abzugrenzen. Zum einen gründete sich dieses in der (phonetischen) Ähnlichkeit der beiden Sprachen, zum anderen darin, dass im ostniederfränkischen Raum, in dem eine Sprachgrenze oder ein Übergangsgebiet ungefähr liegen könnte, die alte schriftliche Überlieferung ziemlich dürftig ist. Man behilft sich dann gerne mit den heutigen Mundarten und überprüft, ob sie typisch „sächsische“ Kennzeichen haben, wie den Einheitsplural bei den Verben: wi maakt (sächsisch) gegenüber wi maken (niederfränkisch) (siehe auch Einheitsplurallinie). So bleibt der genaue altsächsisch-altniederfränkische Grenzverlauf ziemlich unsicher.
In historischer Zeit war die heutige Staatsgrenze keine Sprachgrenze. Im Süden gab es die niederrheinischen Dialekte, die sprachhistorisch und typologisch zum Niederfränkischen gerechnet werden. Weiter im Norden gab es die Dialekte in den östlichen Niederlanden, die zum Niedersächsischen gerechnet werden. Diese ostniederländischen Mundarten bildeten also eine sprachhistorische Einheit mit Teilen des Westniederdeutschen und werden heute vom Niederländischen überdacht, obwohl das Standardniederländische seinen Ursprung in den niederfränkischen Dialekten der Provinzen Brabant und Holland hat. Erst nach dem Zweiten Weltkrieg wurde die Staatsgrenze hier zu einer relativ stabilen Dialektgrenze.
Beim modernen Niederdeutschen spielt die Frage nach der Überdachung durch eine Schriftsprache eine wichtige Rolle. Die heutige Sprachwissenschaft ist überwiegend der Auffassung, dass nur die niedersächsischen Dialekte in Deutschland, Dänemark, Osteuropa und der von dort stammenden Auswanderer niederdeutsch sind. Dieser modernen Sichtweise folgt auch der Artikel. Daneben existiert noch die traditionelle Auffassung, wonach das Niederfränkische dem Niederdeutschen zugerechnet wird (Niederdeutsch im weiteren Sinne).
Dort, wo das Niederländische die Dachsprache ist, sind die „sächsischen“ Dialekte als niederländische Dialekte aufzufassen, schreibt Dieter Stellmacher.
In der modernen Fachliteratur über das moderne Niederdeutsche werden die Dialekte der nordöstlichen Niederlande demgemäß überwiegend ausgeklammert (z. B. bei W. Sanders, D. Stellmacher und Cordes/Möhn).

## Niederländischer Einfluss auf die niederdeutsche Volkssprache

### Siedlung
Im 12. Jahrhundert sind vergleichsweise viele Niederländer aus ihrer Heimat ausgewandert, unter anderem nach Norddeutschland. Die Auswanderer waren hauptsächlich Bauern und Wasserbaukundige.

#### Mittlere Elbe und Brandenburg
Ein wichtiges Siedlungsgebiet war der Raum zwischen Elbe, Havel und Saale. Einige Siedler werden in damaligen Texten Hollandrenses, Hollandri und ähnlich genannt, dürften also aus der Region Holland gekommen sein. Andere werden als Flamen (Flandrenses) bezeichnet, was damals nur die Menschen von der Nordseeküste bis zur Schelde betraf, bestenfalls bis zur Dender. Das Gebiet Fläming ist nach diesen Siedlern benannt.
Zum Teil haben die Siedler ihre Orte nach niederländischen Orten benannt.
Beispiele:
- Finken (benannt nach Vinkem, Vinkt (Flandern))
- Wendgräben, früher Groeden, benannt nach Groede (Zeeland)
- Häsewig, benannt nach Heeswijk (Nordbrabant)
- Kalow, benannt nach Kallo (Antwerpen)
- Krägen, früher Craienhem, benannt nach Kraainem (Flämisch-Brabant)
- Muntenache, benannt nach Montenaken (Limburg)
- Rabenstein, benannt nach Ravenstein (Nordbrabant)
- Roßlau, benannt nach Reusel (Nordbrabant)
- Gentha, benannt nach Gendt (Betuwe)[6]

Die beiden Kerngebiete der niederländischen Siedlung waren:
- der Elbe-Havel-Raum (östliche Altmark mit Stendal und Wische, die beiden Kreise Jerichow I und Jerichow II)
- der Fläming mit dem Zerbster Gebiet am Elbknie und von der Mulde bis zur Elbe (Dessau, Dübener Heide)

Von der mittleren Elbe und der unteren Saale haben sich niederländische Einflüsse nach Osten ausgedehnt, oft den ganzen brandenburgischen Raum erreicht.
Auch in den Dialekten haben die niederländischen Siedler ihre Spuren hinterlassen. So gibt es in Brandenburg und im Ostteil Sachsen-Anhalts ein größeres Dialektgebiet, in dem der Maulwurf Moll genannt wird, während die umringenden Gebiete andere Namen verwenden. Diese Bezeichnung für den Maulwurf kommt vom niederländischen Wort mol („Maulwurf“).

#### Elb- und Wesermarschen, Eiderstedt, Ostholstein
Ab dem 12. Jahrhundert haben Niederländer an der Urbarmachung und Kultivierung der Weser- und Elbmarschen gearbeitet, besonders im Auftrag der Bischöfe von Bremen und Hamburg. Eine Folge dieser Tätigkeit und Siedlung sind Ortsnamen wie Hollerland (Hollandria) östlich von Bremen (siehe auch Geschichte von Osterholz-Scharmbeck und Hollerkolonisation) oder Hollern-Twielenfleth im Alten Land und die Vielzahl der Ausdrücke, die mit Entwässerung und Deichbau zu tun haben. Beispiele dafür sind die Wörter Schleuse und Deich, die nun nicht nur im Niederdeutschen, sondern auch im Hochdeutschen vorkommen. Den Niederländern in den holsteinischen Elbmarschen wurde noch bis 1470 zugestanden, ihr eigenes hollische Recht zu sprechen. Im 16. Jahrhundert siedelten sich die Niederländer auch auf der nordfriesischen Halbinsel Eiderstedt im Südwesten Schleswigs an. Begrifflichkeiten wie Holländerei bezeugen hier heute noch den starken Einfluss des Niederländischen. Bei den Remonstranten und Mennoniten in Friedrichstadt wurde das Niederländische noch lange als Kirchensprache angewandt.

#### Mennoniten und Reformierte
In der ersten Hälfte des 16. Jahrhunderts setzte die Schreckensherrschaft des Herzogs von Alba in den Spanischen Niederlanden ein, was dazu führte, dass besonders Mennoniten und Reformierte das Land verließen. Im niederdeutschen Raum haben sie besonders an der unteren Weichsel ihre sprachlichen Spuren hinterlassen, im Gebiet um Danzig und Elbing und flussaufwärts bis Thorn. Die Mennoniten haben hier noch lange an der niederländischen Sprache festgehalten. In Danzig verschwand das Niederländische als Kirchensprache erst um 1800. Als gesprochene Sprache übernahmen die Mennoniten das Weichselplatt, dessen Wortschatz sie allerdings schon beeinflusst hatten. Als Schriftsprache übernahmen sie das Hochdeutsche. Dieses Weichselplatt behielten die Mennoniten nach zahlreichen Migrationen in die Ukraine, nach Russland, Kanada und Südamerika als Plautdietsch bei.

### Fernentlehnung
Schon in der Zeit der Hanse kam es wegen der Handelsbeziehungen zu niederländischen Entlehnungen ins Niederdeutsche. Nach der Befreiung von der spanischen Herrschaft wuchs die politische und wirtschaftliche Bedeutung des Gebietes Holland (der Grafschaft Holland) (siehe auch Achtzigjähriger Krieg und Geschichte der Niederlande). In der Zeit nahm auch der niederländische Einfluss auf das Niederdeutsche zu. Dieser Einfluss kam vorwiegend durch Handelsbeziehungen und Schifffahrt zustande, aber auch durch niederländische Glaubensflüchtlinge in norddeutschen Städten.
Viele niederländische Wörter wurden in die niederdeutsche Seemannssprache und Handelssprache übernommen und gelangten von dort aus ins Deutsche.

### Grenznachbarschaft
Das Gebiet zwischen Emden und Bocholt grenzte unmittelbar an die niederländische Republik. Als die niederländische Republik nach der Befreiung von der spanischen Herrschaft erstarkte, nahmen auch die Kontakte dieses westniederdeutschen Gebietes zur niederländischen Republik zu.
Der Einfluss des Niederländischen auf diese beiden westdeutschen Gebiete steht im Kontext des Aufstieges der Region Holland zum sprachlichen, politischen und kulturellen Vorreiter in den Niederlanden.
Die ostniederländischen Regionen gerieten ebenso unter den Einfluss Hollands wie diese beiden deutschen Gebiete. Diesen starken niederländischen Einfluss auf die übrigen Teile der Niederlande nennt man auch „holländische Expansion“.

#### Ostfriesland
Im Südwesten von Ostfriesland gab es einen besonders starken niederländischen Einfluss.
- Über See, also über die Hafenstadt Emden, gab es Möglichkeiten zu Sprachkontakten.
- Darüber hinaus gab es in Ostfriesland viele niederländische Emigranten.
- Der Südwesten von Ostfriesland, also der Raum Emden, hatte den reformierten Glauben angenommen, im Gegensatz zum Raum Aurich.

Dadurch kam es zum konfessionellen Gleichklang mit der niederländischen Republik, in der die Reformierten die Bevölkerungsmehrheit stellten (abgesehen von den katholischen Generalitätslanden). Außerdem waren die ostfriesischen Reformierten aus politischen Gründen angewiesen auf die Unterstützung und den Schutz der niederländischen Republik. Bei den ostfriesischen Reformierten war das Niederländische ab circa 1650 Kirchen-, Schul- und Schriftsprache. Anfang des 19. Jahrhunderts wurde es unter preußischem Druck durch das Deutsche ersetzt.
- Im 19. Jahrhundert zogen viele Saisonarbeiter in die Niederlande, um dort zu arbeiten.

Die niederländischen Wörter sind im Südwesten von Ostfriesland am häufigsten und werden zum Nordosten hin seltener.
Teils ist die Konfessionsgrenze zwischen Südwest und Nordost auch eine Sprachgrenze, teils sind niederländische Wörter auch in nicht reformierten Gebieten zu finden.

#### Grafschaft Bentheim
Die Grafschaft Bentheim, an der Grenze der niederländischen Republik, ging 1588 zum reformierten Glauben über. Um 1650 ersetzte das Niederländische dort das Deutsche als Kirchen-, Schul- und Schriftsprache. Als Kirchen- und Schulsprache wurde das Niederländische dort länger verwendet als in Ostfriesland. Deshalb war der niederländische Einfluss auf die Volkssprache in der Grafschaft auch größer als in Ostfriesland. Zudem gab es die Handelsschifffahrt auf der Vechte, also enge Handelsbeziehungen mit der ostniederländischen Stadt Zwolle. Ein Beispiel für den Einfluss der Schul- und Kirchensprache ist das Wort tien („zehn“), das wegen seiner Lautgestalt nicht aus den ostniederländischen Mundarten stammen kann, sondern aus der niederländischen Standardsprache. Das Niederländische wurde erst unter der Herrschaft der Nationalsozialisten (1936) in Bentheim durch das Hochdeutsche abgelöst.

#### Westliches Münsterland
Auch im westlichen Münsterland hat das Niederländische die örtlichen niederdeutschen Dialekte beeinflusst. Ein Beispiel dafür ist die westfälische Brechung. Eine Besonderheit des Westfälischen ist die Brechung von Vokalen, also eine Form von Diphthongierung. Diese Brechung kam früher auch im Osten der Niederlande vor. Sie wurde aber im Osten der Niederlande und im Westen des Münsterlandes (in einem schmalen Grenzstreifen zwischen Essen und Lingen) unter niederländischem Einfluss zurückgedrängt, und die „gebrochenen“ Kurzdiphthonge wurden dort durch normale Kurzvokale ersetzt. Beispiel: bruoken wurde zu brokken.

## Abnahme des niederländischen Einflusses
Seit dem Anfang des 19. Jahrhunderts spielt die deutsch-niederländische Grenze eine größere Rolle. Westlich der Grenze wird der Einfluss der niederländischen Standardsprache größer, während östlich der Grenze der niederländische Einfluss durch die deutsche Standardsprache und durch östlichere Dialekte begrenzt wird. So gibt es niederländische Wörter, die früher im westniederdeutschen Sprachraum weitverbreitet waren, aber jetzt nur noch in westniederdeutschen Grenzdialekten zu finden sind. Beispiele:
- westlich Wiel oder Wêl („Rad“, ndl. wiel) statt östlich Rad
- westlich wachten („warten“, ndl. wachten) statt östlich töven[18]

## Niederländischer Einfluss auf die niederdeutsche Schreibsprache
Der niederländische Einfluss auf das geschriebene Niederdeutsch war wesentlich geringer als der Einfluss auf das gesprochene Niederdeutsch. Das hängt auch damit zusammen, dass das Niederdeutsche als Schriftsprache vom Hochdeutschen verdrängt wurde. Auch bei der Neubelebung der niederdeutschen Literatur in der zweiten Hälfte des 19. Jahrhunderts spielte das Niederländische keine Rolle.
In den ältesten Texten auf Hamburger Niederdeutsch nimmt man flämischen Einfluss an. In Flandern hatte sich schon Ende des 13. Jahrhunderts eine volkssprachliche Schreibtradition gefestigt. Der flämische Einfluss auf die älteste Hamburger Schriftsprache zeigt sich im Dehnungs-e (z. B. ae für langes a), sowie in den Schreibweisen gh (statt g), cgh, ggh und ngh. Allerdings ist es schwierig, niederländische, kölnische und südwestfälische Einflüsse deutlich auseinanderzuhalten. Im 15. und frühen 16. Jahrhundert war die religiöse Bewegung Devotio moderna sehr aktiv.
Ihre Schriftsprache befand sich zwischen dem Mittelniederdeutschen und dem Mittelniederländischen. Diese Schriftsprache wurde nicht nur im Osten der Niederlande, sondern auch in Westfalen verwendet, sodass manche Schriften aus Westfalen stark niederländisch geprägt sind.

## Niederdeutscher Einfluss auf das Niederländische
Der Einfluss des Niederdeutschen auf das Niederländische ist vergleichsweise gering. Eine mögliche Quelle dieser Beeinflussung könnte die sogenannte „Westfälische Expansion“ sein, die besonders der niederländische Sprachwissenschaftler K. H. Heeroma angenommen hat. Diese angenommene westfälische Expansion beinhaltet, dass westfälische Spracheigenschaften, besonders aus dem Wortschatz, im 10., 11. und 12. Jahrhundert weiter nach Westen getragen wurden. Allerdings kann man diese sprachliche Expansion auch als innen-niederdeutsche Erscheinung betrachten. Eine weitere mögliche Quelle sind die ostniederländischen Dialekte, die einen Teil zum standardniederländischen Wortschatz beigetragen haben (siehe auch Neuniederländisch).
Die niederdeutschen Wörter, die nach circa 1500 ins Niederländische gelangt sind, sind bereits Teil eines allgemeinen deutschen Einflusses auf das Niederländische. In dieser Periode wurden aus der Sprache deutscher Söldner und Landsknechte viele hochdeutsche und niederdeutsche Ausdrücke übernommen.
Beispiele: lont („Lunte“), pulver („Pulver“), ransel („Ranzen“, „Tornister“), tonder („Zunder“, heute tondel). Auch mehrere niederdeutsche Ausdrücke in der Kneipensprache stammen wahrscheinlich von deutschen Söldnern oder niederdeutschen Einwanderern. Beispiele: kroeg („Krug“ im Sinne von „Kneipe“), troef („Trumpf“), schransen (neuniederdeutsch „schrantsen“, also „gierig essen“), snoepen („naschen“).